# 云南咖啡
云南咖啡是指在中华人民共和国云南省种植的咖啡。

## 历史
云南咖啡的种植历史可追溯至19世纪末。1904年，法国传教士田德能在云南大理朱苦拉种下中国大陆第一棵咖啡树，开启了云南咖啡的种植历史。20世纪初，随着滇越铁路的通车，咖啡文化进一步传入云南，昆明等地逐渐兴起咖啡馆文化。抗日战争时期，东南亚华侨机工回国支援抗战，滇缅公路沿线的咖啡店成为他们休憩的重要场所，进一步推动了咖啡在云南的普及。20世纪80年代，云南开始大规模种植咖啡，主要供应国际速溶咖啡市场。2009年后，随着精品咖啡的兴起，云南咖啡逐渐走向高端化。

## 产地与品种
云南咖啡的主要产区包括普洱、保山、德宏和临沧等地。这些地区地处北回归线附近，海拔在1000-2000米之间，气候温和、雨量充沛、昼夜温差大。

## 产业现状
云南是中国最大的咖啡产区，种植面积和产量均占全国的98%以上。近年来，云南咖啡产业在精品化道路上取得了显著进展。然而，云南咖啡产业仍面临一些挑战。例如，散户种植模式导致精品率较低（不足8%）且咖农的技术水平参差不齐。此外，气候变化对咖啡种植的影响也不容忽视。